# Liste der Bodendenkmäler in Frickenhausen am Main
Auf dieser Seite sind die Bodendenkmäler in dem unterfränkischen Markt Frickenhausen am Main zusammengestellt. Diese Tabelle ist eine Teilliste der Liste der Bodendenkmäler in Bayern. Grundlage ist die Bayerische Denkmalliste, die auf Basis des Bayerischen Denkmalschutzgesetzes vom 1. Oktober 1973 erstmals erstellt wurde und seither durch das Bayerische Landesamt für Denkmalpflege geführt wird. Die folgenden Angaben ersetzen nicht die rechtsverbindliche Auskunft der Denkmalschutzbehörde.

## Bodendenkmäler in Frickenhausen am Main
| Lage       | Objekt                                                                                    | Akten-Nr.     | Bild |
| ---------- | ----------------------------------------------------------------------------------------- | ------------- | ---- |
| (Standort) | Vorgeschichtliche Grabhügel.                                                              | D-6-6226-0063 |      |
| (Standort) | Siedlung der Urnenfelderzeit, der älteren Hallstattzeit und der frühen Latènezeit.        | D-6-6326-0031 |      |
| (Standort) | Neuzeitliche Bestattungen.                                                                | D-6-6326-0032 |      |
| (Standort) | Grabhügel vorgeschichtlicher Zeitstellung.                                                | D-6-6326-0035 |      |
| (Standort) | Vorgeschichtliche Grabhügel.                                                              | D-6-6326-0036 |      |
| (Standort) | Siedlung vor- und frühgeschichtlicher Zeitstellung.                                       | D-6-6326-0125 |      |
| (Standort) | Siedlung vor- und frühgeschichtlicher Zeitstellung.                                       | D-6-6326-0140 |      |
| (Standort) | Siedlung vor- und frühgeschichtlicher Zeitstellung.                                       | D-6-6326-0141 |      |
| (Standort) | Siedlung vor- und frühgeschichtlicher Zeitstellung.                                       | D-6-6326-0142 |      |
| (Standort) | Siedlung vor- und frühgeschichtlicher Zeitstellung.                                       | D-6-6326-0143 |      |
| (Standort) | Verebnete vorgeschichtliche Grabhügel.                                                    | D-6-6326-0144 |      |
| (Standort) | Siedlung der Latènezeit und Wüstung des frühen Mittelalters.                              | D-6-6326-0145 |      |
| (Standort) | Verebnetes viereckiges Grabenwerk.                                                        | D-6-6326-0182 |      |
| (Standort) | Siedlung vor- und frühgeschichtlicher Zeitstellung.                                       | D-6-6326-0243 |      |
| (Standort) | Siedlung der Linearbandkeramik und vermutlich der Latènezeit.                             | D-6-6326-0306 |      |
| (Standort) | Siedlung der Hallstattzeit.                                                               | D-6-6326-0307 |      |
| (Standort) | Siedlung der Hallstattzeit.                                                               | D-6-6326-0342 |      |
| (Standort) | Archäologische Befunde des Mittelalters und der frühen Neuzeit im Ortsbereich             | D-6-6326-0345 |      |
| (Standort) | Archäologische Befunde                                                                    | D-6-6326-0346 |      |
| (Standort) | Untertägige Bauteile der frühneuzeitlichen Kath. Pfarrkirche St. Gallus von Frickenhausen | D-6-6326-0347 |      |
| (Standort) | Archäologische Befunde im Bereich der frühneuzeitlichen Kath. St. Valentinskapelle        | D-6-6326-0348 |      |
| (Standort) | Siedlung der Metallzeiten.                                                                | D-6-6326-0402 |      |